# Райт, Фарнсуорт
Фарнсуорт Райт (англ. Farnsworth Wright; 29 июля 1888 — 12 июня 1940) — редактор популярного журнала «Weird Tales» во время расцвета журнала, отредактировал 179 номеров с ноября 1924 по март 1940 года. Джек Уильямсон назвал Райта «первым великим редактором фэнтези».

## Биография
Фарнсуорт Райт родился в Калифорнии и получил образование в Университете Невады и Вашингтонском университете. Будучи студентом факультета журналистики в Вашингтоне, он три года проработал в штате University of Washington Daily, закончив работу на должности управляющего редактора. Он исполнял обязанности главного редактора газеты «The Seattle Star» 25 апреля 1914 года, когда двадцати студентам-журналистам поручили вести газету на один день. Закончив учебу с отличием, он получил степень бакалавра искусств и степень журналистики в 1914 году. В университете он активно работал в клубах, в том числе был президентом Социал-демократического клуба.
В молодости Райт пережил несколько личных трагедий, о которых никогда не говорил. Например, 27 июля 1913 года, купаясь в океане недалеко от Вестпорта, штат Вашингтон, Райт и его сосед по комнате в Вашингтонском университете Джон П. Рауэн попали в вихревые течения. По иронии судьбы, Рауэн, «хороший пловец», утонул, а Райт, который не умел плавать, сумел спастись «с большим трудом».
Его первая работа была репортером в газете «Seattle Sun», но в 1917 году его призвали в армию США, и он служил в пехоте во время Первой мировой войны. Райт «прослужил год переводчиком в американской армии». В одном из упоминаний его обязанность была описана как «переводчик в офисе мэра города в Роэзе».
Мать Райта преподавала музыку и привила ему рвение к классике и искусству. В течение нескольких лет он писал музыкальную критику для Musical America. Его музыкальная критика совпадала с его заграничной работой для Chicago Herald and Examiner.

## Журналы Weird Tales, The Moon Terror, Oriental Stories / Magic Carpet Magazine
Фарнсворт Райт работал музыкальным критиком в газете Chicago Herald and Examiner в 1928 году, когда начал работать редактором журнала «Weird Tales», который был основан в 1923 году. Райт любил поэзию и позже поощрял ее появление в «Weird Tales». Сначала он занимал должность главного читателя рукописей и заменил редактора-основателя Эдвина Бэрда в 1924 году, когда последний был уволен издателем Дж. К. Хеннебергером.
Райта работал в журнале «Weird Tales» до 1940 года и регулярно публиковал работы известных авторов: Г. Ф. Лавкрафта, Роберта Говарда и Кларка Эштона Смита. Тем не менее, у Райта были натянутые отношения со всеми тремя писателями, он регулярно отвергал их произведения, такие как «Хребты безумия» и «Тень над Иннсмутом» Лавкрафта, «Дочь ледяного великана» Говарда и «Семь жизней» Смита (Райт отверг с комментарием «просто одна жизнь за другой»).
Райт мог как разочаровывать, так и обнадеживать, проявляя одинаковое отсутствие очевидной логики в решениях. Его предпочтение более коротким художественным произведениям особенно побудило его не одобрять Лавкрафта, лучшие произведения которого были более объемными в начале 1930-х годов. В свою очередь Лавкрафт выработал тактику присылать позже свои работы без исправлений, как исправленные и второй раз они уходили у в печать. Тем не менее, как выразился Майк Эшли, «Райт разработал в WT относительно обычном журнале ужасов, и создал из него то, что стало легендой».
Широкие вкусы Райта позволяли создавать экстравагантную художественную литературу: от «Sword and Sorcery» Роберта Говарда до космической фантастики Лавкрафта, оккультных детективов Сибери Куинна, китайских сериалов Э. Хоффмана Прайса и Фрэнка Оуэна до ужасающих рассказов Пол Эрнст, космические оперы и многомерные приключения Эдмонда Гамильтона и Никцина Дьялхиса.
Райт также анонимно отредактировал антологию рассказов WT «The Moon Terror» (1927) в качестве бонуса для подписчиков. Содержанием были «The Moon Terror» (полнометражный роман А. Г. Берча); Тина Энтони М. Рад; «An Adventure in the Fourth Dimension» Пенелопы Винсента Старретта и Райта описывается как «шумная пародия на четырехмерные теории математиков и межпланетные истории в целом». Однако содержание антологии (отражающее худшие из первых лет существования журнала) означало, что на распространение выпусков потребовались годы; В течение многих лет в течение 1930-х годов «Weird Tales» рекламировала книгу по «сниженной цене всего в пятьдесят центов». Райт также редактировал недолговечный сопутствующий журнал «Oriental Stories» (позже переименованный в «Magic Carpet Magazine»), который выходил с 1930 по 1934 год.
Райт (прозванный своими писателями «Платоном») также примечателен тем, что начал коммерческую карьеру трех важных художников-фантастов: Маргарет Брандейдж, Вирджила Финли и Ханнеса Бока. Каждый из троих совершил свою первую продажу и впервые опубликовал свои работы в журнале Weird Tales. Райт был близким другом таких писателей, которые писали статьи в журнал, таких как Э. Хоффман Прайс (который часто помогал читать кучу материалов) и Отис Адельберт Клайн.
Э. Ф. Блейлер в своей книге «The Guide to Supernatural Fiction» описывает Райта как «превосходного редактора, признавшего качественную работу».
Райт также написал и опубликовал полдюжины собственных произведений, но его рассказы считаются ничем не запоминаемыми. Его стихи (все опубликованные под названием «Фрэнсис Хард», псевдоним, также использованный в нескольких рассказах) считаются более изящными, но он сократил их выпуск (Большинство стихотворений появилось в первые годы существования Weird Tales).
Роберт Блох описывает Райта как «высокого худощавого человека с маленьким, тонким голосом. Тонкий голос вместе со стойким параличом, вероятно, был вызван последствиями болезни Паркинсона, недуга, который мучил его со времён службы в армии. Знаменитый специалист по Шекспиру и бывший музыкальный критик стал тихим, лысеющим, преждевременно состарившимся мужчиной и, похоже, был ошибочно выбран редактором для журнала, на обложках которого изображены девушки простушки, а на страницах таятся ужасы».

## Дальнейшая жизнь и смерть
Фарнсворт Райт женился на Марджори Дж. Зинки (1 сентября 1893, Аврора, Иллинойс — 9 апреля 1974, Белвью, Вашингтон) примерно в 1929 году. Она была выпускницей Вашингтонского университета и работала библиотекарем в различных местах. У них был один ребёнок, Роберт Фарнсворт Райт (21 апреля 1930, Чикаго — 1 марта 1993, Белвью, Вашингтон).
В 1921 году у Райта развилась болезнь Паркинсона; к 1930 году он не мог подписывать свои письма. В 1935 году он попытался открыть Шекспировскую библиотеку Райта, выпустив бумажное издание «Wright’s Shakespeare Library». Несмотря на иллюстрации Вирджила Финли, книга провалилась.
Ухудшение здоровья Райта вынудило его уйти с поста редактора в 1940 году, и в том же году он умер. Дань уважения ему Сибери Куинн была опубликована в колонке писем ноябрьского номера журнала Weird Tales за 1940 год. Его сменила на посту редактора журнала Weird Tales Дороти Макилрайт (которая также редактировала журнал Short Stories).

## Известные родственники
Племянник Райта, Дэвид Райт О’Брайен (1918—1944), был убит во время Второй мировой войны после короткого, но плодотворного периода работы в качестве автора в журналах Ziff-Davis, включая Fantastic Adventures, в которые он внес множество юмористических фантазий.
Племянницей Райта была голливудская актриса Паула Рэймонд.